# Удеревский сельсовет
Удеревский сельсовет — сельское поселение в Черемисиновском районе Курской области Российской Федерации.
Административный центр — деревня Удерево.

## История
Статус и границы сельского поселения установлены Законом Курской области от 21 октября 2004 года № 48-ЗКО «О муниципальных образованиях Курской области».

## Население
| 2002 | 2010 | 2012 | 2013 | 2014 | 2015 | 2016 |
| ---- | ---- | ---- | ---- | ---- | ---- | ---- |
| 540  | ↘404 | ↘378 | ↘362 | ↘356 | ↘343 | ↗348 |
| 2017 | 2018 | 2019 | 2020 | 2021 |      |      |
| ↘341 | ↘334 | ↘322 | ↘306 | ↘155 |      |      |

## Состав сельского поселения
| №  | Населённый пункт        | Тип населённого пункта          | Население |
| -- | ----------------------- | ------------------------------- | --------- |
| 1  | Архангельское Уединение | деревня                         | →6        |
| 2  | Вышний Щигор            | деревня                         | ↘25       |
| 3  | Дуровка                 | деревня                         | ↘0        |
| 4  | Карташовка              | деревня                         | ↘25       |
| 5  | Крюково                 | деревня                         | ↘77       |
| 6  | Нижний Щигор            | деревня                         | ↘25       |
| 7  | Парменовка              | деревня                         | ↘34       |
| 8  | Ползиковка              | деревня                         | ↘10       |
| 9  | Удерево                 | деревня, административный центр | ↘168      |
| 10 | Уединенное              | деревня                         | ↘9        |
| 11 | Хитровка                | деревня                         | ↗20       |
| 12 | Хохловка                | деревня                         | ↘5        |